# イライジャ・ムーア
イライジャ・ムーア（Elijah Moore、2000年3月27日 - ）は、アメリカ合衆国フロリダ州サンライズ出身のアメリカンフットボール選手。ポジションはワイドレシーバー（WR）。NFLのクリーブランド・ブラウンズに所属している。
カレッジフットボールはミシシッピ大学でプレーをし、2021年のNFLドラフトで2巡目全体34位指名をされ、ジェッツに入団した。

## 大学時代
トゥルーフレッシュマンイヤーに、ムーアは36回のキャッチで398ヤード、2タッチダウンを記録した。2年生シーズンには、彼は67回のキャッチで850ヤード、6タッチダウンを記録し、チームをリードした。
ムーアは、ビレトニコフ賞の候補としてジュニアシーズンに突入した。シーズン開幕戦のフロリダ大学戦で、ムーアは10回のキャッチで227ヤードを記録した。これは学校史上2番目に多い数字である。また、2020年10月31日に、ヴァンダービルト大学を54-21で下した試合で、14回のキャッチで238ヤード、3タッチダウンを記録し、レシーブ獲得ヤードにおいて新しい学校記録を打ち立てた。ムーアは、シーズン中出場した8試合を通して、1,193ヤード、8タッチダウンを記録した。ムーアはオールSECのファーストチームに指名され、オールアメリカチームのファーストチームの候補者であり、ビレトニコフ賞のファイナリストでもあった。

## プロキャリア

### ニューヨーク・ジェッツ
| 身長                    | 体重           | 腕 の 長 さ       | 手 の 大 き さ   | 40Yrd ダ ッ シ ュ | 10Yrd ス プ リ ッ ト | 20Yrd ス プ リ ッ ト | 20Yrd シ ャ ト ル | 3 コ 丨 ン ド リ ル | 垂 直 跳 び     | 立 ち 幅 跳 び      | ベ ン チ プ レ ス |
| ----------------------- | -------------- | ----------------- | ---------------- | ----------------- | -------------------- | -------------------- | ----------------- | ------------------- | --------------- | ------------------- | ----------------- |
| 5 ft 9+1⁄2 in (177 cm)  | 178 lb (81 kg) | 30+1⁄8 in (77 cm) | 9+3⁄8 in (24 cm) | 4.35 s            | 1.57 s               | 2.57 s               | 4.00 s            | 6.67 s              | 36.0 in (91 cm) | 10 ft 1 in (3.07 m) | 17 回             |
| All values from Pro Day |                |                   |                  |                   |                      |                      |                   |                     |                 |                     |                   |

ムーアは、2021年のNFLドラフトで2巡目全体34位指名をされ、ジェッツに入団した。2021年7月21日、ムーアはジェッツと4年間のルーキー契約（894 万ドル）にサインした。
ムーアは、スターターレシーバーとしてルーキーシーズンを開始した。第9週のコルツ戦では、飛躍的な活躍を見せ、7回のキャッチで84ヤード、キャリア初のタッチダウンを2回記録した。しかし、第13週に大腿四頭筋の怪我を負い、2021年12月11日に故障者リストに入れられた。
2022年シーズン、第6週のグリーンベイ・パッカーズ戦にて一度もパスターゲットにされなかったことに対し不満を露わにし、チームにトレードを要求した。結局シーズン中にトレードされることはなく、16試合に出場し、パス37回レシーブで446ヤードという成績であった。

### クリーブランド・ブラウンズ
2023年3月22日に2023年のNFLドラフト2巡目指名権とのトレードで2023年ドラフト3巡目指名権と共にクリーブランド・ブラウンズに移籍した。

### バッファロー・ビルズ
2025年5月5日、バッファロー・ビルズと1年契約を結んだ。

## NFLのキャリア成績
| 年度     | チーム   | 試合 | 試合 | レシーブ | レシーブ   | レシーブ       | レシーブ       | レシーブ | ラン | ラン       | ラン           | ラン           | ラン | ファンブル | ファンブル |
| 年度     | チーム   | 出場 | 先発 | 回数     | 獲得ヤード | 平均獲得ヤード | 最長獲得ヤード | TD       | 回数 | 獲得ヤード | 平均獲得ヤード | 最長獲得ヤード | TD   | 回数       | ロスト     |
| -------- | -------- | ---- | ---- | -------- | ---------- | -------------- | -------------- | -------- | ---- | ---------- | -------------- | -------------- | ---- | ---------- | ---------- |
| 2021     | NYJ      | 11   | 6    | 43       | 538        | 12.5           | 62             | 5        | 5    | 54         | 10.8           | 19             | 1    | 0          | 0          |
| 2022     | NYJ      | 16   | 9    | 37       | 446        | 12.1           | 42             | 1        | 5    | 5          | 1.0            | 10             | 0    | 1          | 0          |
| 2023     | CLE      | 17   | 12   | 59       | 640        | 10.8           | 42             | 2        | 9    | 11         | 1.2            | 19             | 0    | 2          | 2          |
| 2024     | CLE      | 17   | 13   | 61       | 538        | 8.8            | 44             | 1        | 1    | 1          | 1.0            | 1              | 0    | 0          | 0          |
| キャリア | キャリア | 61   | 40   | 200      | 2,162      | 10.8           | 62             | 9        | 20   | 71         | 3.6            | 19             | 1    | 3          | 2          |

- 2024年度シーズン終了時